# ابراهیم بن سعید منوفی
ابراهیم بن سعید مَنوفی (؟ -۱۷۸۱) شاعر، سفیر به هند، کاتب و پزشک عربستانی در سدهٔ دوازدهم هجری/هجدهم میلادی بود. به اکراه متولی فتوا شد. او را دارای ذهنی آماده و شتابناک وصف کرده‌اند که هیچ‌گاه در نگارش و خوانش اشتباه نمی‌کرد. السبع السنابل فی مدح سید الأواخر و الأوائل از شعرهای مدح او دربارهٔ پیامبر اسلام است و همچنین رساله‌ای در پزشکی نگاشت.